# Wilier Triestina
Wilier ist ein italienischer Fahrradhersteller mit Sitz in Rossano Veneto, Italien.
Die Marke Wilier wurde 1906 von Pietro Dal Molin aus Bassano del Grappa übernommen, wo er mit der Herstellung von Fahrrädern begann. 1945 wurde das Unternehmen offiziell in Wilier Triestina umbenannt.
1952 musste Wilier Triestina aufgrund der schlechten Wirtschaftslage Konkurs anmelden. 1969 wurden die Reste des Unternehmens von den Brüdern Gastaldello aufgekauft und die Produktion von Rennrädern wieder aufgenommen.
Anfang des Jahres 2022 übernahm Wilier den ebenfalls in Venetien ansässigen Komponentenhersteller Miche.

## Radsport
Erstes Engagement im Radsport erfolgte im Jahr 1946, in dem Wilier ein eigenes Radsportteam für den Giro d’Italia ausstattete, der ersten Austragung nach dem Zweiten Weltkrieg. Seitdem werden mit Unterbrechungen verschiedene Teams unterstützt, darunter Mercatone Uno, die UCI Professional Continental Teams Wilier Triestina-Southeast und Total Direct Énergie. Ebenfalls fährt das UCI Continental Team Doha und das UCI WorldTeam Astana Pro Team mit Wilier-Rädern.